# Ditassa leonii
Ditassa leonii là một loài thực vật có hoa trong họ La bố ma. Loài này được Fontella & T.U.P.Konno mô tả khoa học đầu tiên năm 2002.